# Butastur
Butastur es un género de aves accipitriformes de la familia Accipitridae. Habitan en praderas y bosques de África y Asia hasta Nueva Guinea.

## Especies
El género incluye las siguientes especies:
| Especie             | Nombre común                         | Descriptor         |
| ------------------- | ------------------------------------ | ------------------ |
| Butastur liventer   | azor de alas rufas (busardo alimfo)  | Temminck, 1827     |
| Butastur rufipennis | busardo langostero                   | Sundevall, 1851    |
| Butastur teesa      | azor tisa (busardo tisa)             | Franklin, 1831     |
| Butastur indicus    | busardo carigris (azor de cara gris) | J. F. Gmelin, 1788 |